# Hösås (naturreservat)
Hösås är ett naturreservat i Säffle kommun i Värmlands län.
Området är naturskyddat sedan 1967 och är 1,7 hektar stort. Reservatet ligger sydväst om gården Hösås och består av ädellövträd med många träd av ask, men även alm och lönn. 